# 10 Easy Pieces for Piano
10 Easy Pieces for Piano är ett musikalbum med pianomusik komponerad av Zbigniew Preisner och framförd av Leszek Możdżer.

## Innehåll
| Nr  | Titel                    | Längd |
| --- | ------------------------ | ----- |
| 1.  | A Good Morning Melody    | 4:19  |
| 2.  | Meditation               | 5:57  |
| 3.  | To See More              | 4:11  |
| 4.  | Talking to Myself        | 7:04  |
| 5.  | The Art of Flying        | 3:58  |
| 6.  | About Passing            | 3:58  |
| 7.  | Farewell                 | 5:11  |
| 8.  | A Tune a Day             | 4:30  |
| 9.  | Greetings from Pamalican | 8:06  |
| 10. | A Good Night Melody      | 4:43  |